# Mary Bulkley
Mary Bulkley (* 1747 oder 1748, vermutlich in London; † 19. Dezember 1792 in Dumfries, Schottland) war eine englische Tänzerin und komödiantische Schauspielerin des 18. Jahrhunderts. Sie trat in verschiedenen Theatern auf, hauptsächlich jedoch im Covent Garden Theatre, Theatre Royal (Dublin), Theatre Royal (Edinburgh), Theatre Royal Haymarket und dem Shrewsbury Theatre. Sie spielte in allen Komödien Shakespeares, wie auch in einigen seiner Tragödien. Den Hamlet spielte sie mindestens zweimal. Auch erschien sie in vielen anderen zeitgenössischen Komödien.

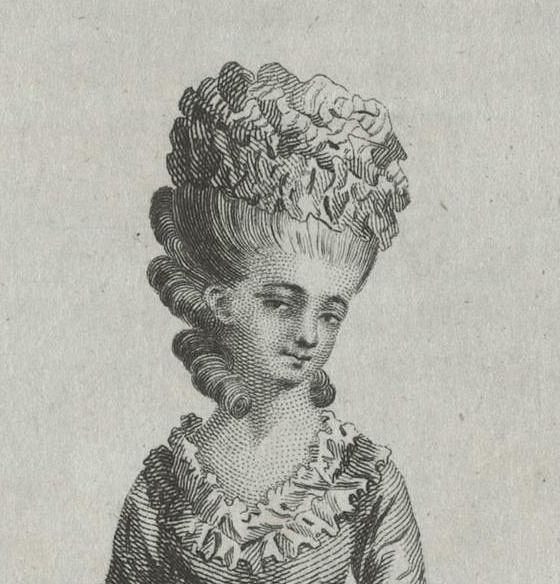
Mrs. Bulkley (1780)

Sie galt als Schönheit und ihr Talent wurde gelobt. Sie heiratete im Alter von 19 Jahren George Bulkley und später Captain Ebenezer Barresford und hatte dazu etliche Affären. Ihre Karriere verlief recht erfolgreich, jedoch wurde sie gegen Ende und aufgrund ihres Lebenswandels nach und nach gemieden. Bulkley starb verarmt.

## Jugend

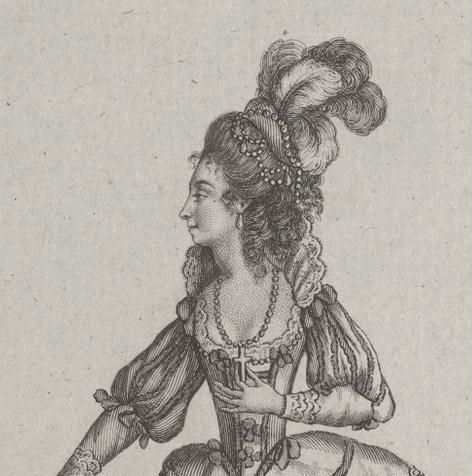
Mary Bulkley (1776)

Ihr Vater war Edward Wilford († 1789), ein Beamter und der Finanzverwalter des Royal Opera House (Covent Garden). Da auch ihr (angeheirateter) Onkel der Theaterbesitzer John Rich war, wuchs Mary „in gewissem Komfort“ innerhalb einer Theaterumgebung auf. Mit Ende zwanzig galt sie als schön, aber „konnte nicht singen“.

## Leben, Heirat und Affären

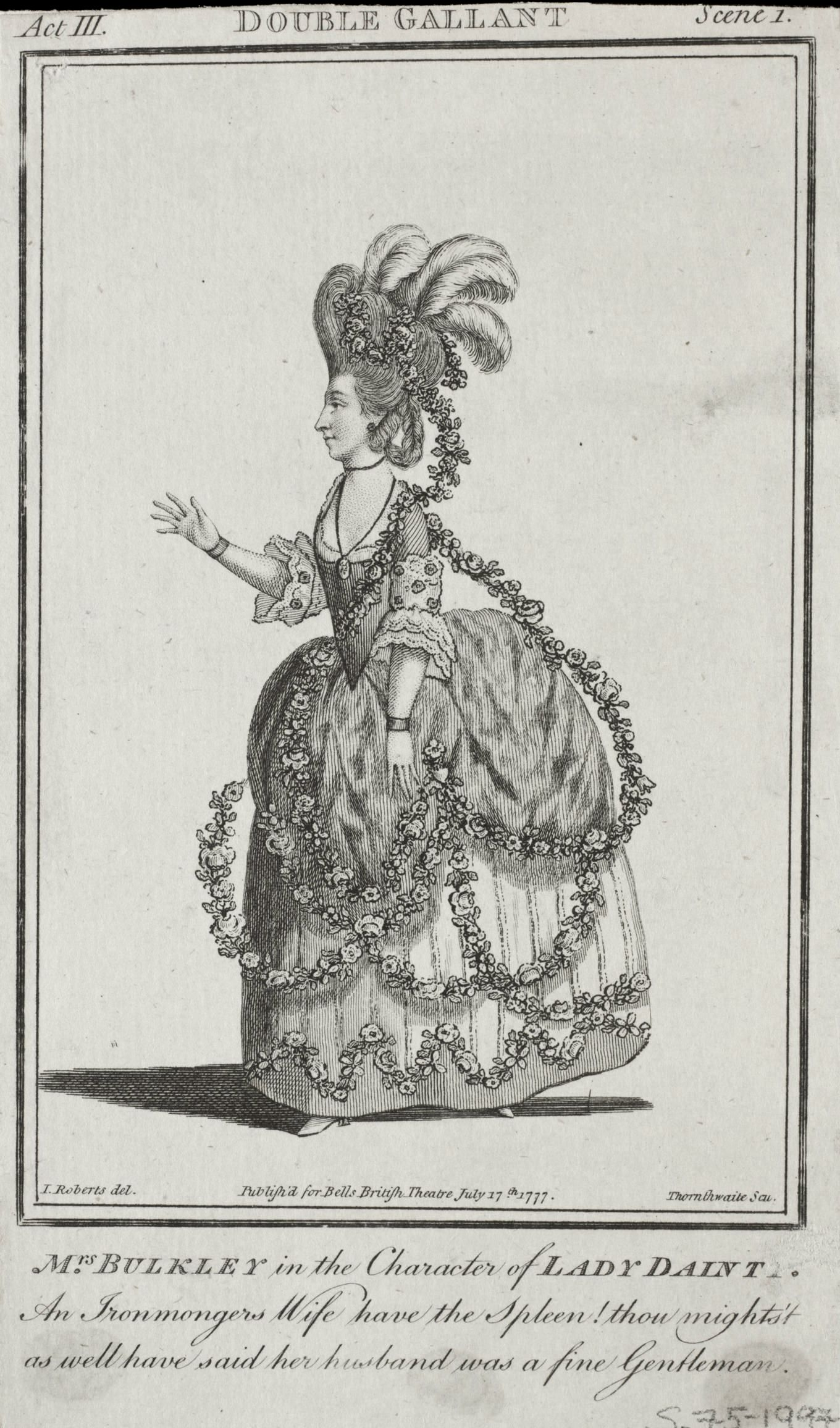
Mrs. Bulkley (1777)

Am 9. oder 16. August 1767 heiratete sie George Jackson Bulkley (1742–1784). Er war Violinist im Orchester des Royal Opera House und stammte aus Yorkshire. George Bulkley war „dankbar“ und „nützlich“, aber „ohne Glanz“ („dull“). Mary hatte mindestens drei Kinder, welche alle während ihrer Affäre mit dem Sänger und Komödienschauspieler James William Dodd (ca. 1740–1796) entstanden (Mary Elizabeth, 1768–1859, George Wilford, (1769–1844), William Fisher 1771–1810)
In der Folge der Affäre mit Dodd am Birminghamer King Street Theatre kam es zum Skandal. Die Ehefrau Dodds starb und die Toleranz des Publikums für die Affäre des Hinterbliebenen schwand. Dennoch ging Mary 1774 mit Dodd nach Dublin, sie erhielten aber schlechte Kritiken („Some recent transactions had excited strong Prejudice against them.“ – „Einige Vorkommnisse der jüngeren Zeit erzeugten starke Vorbehalte gegen sie“). Das hatte für beide finanzielle Einbußen zur Folge, so beschloss Mary für eine Zeitlang nach Hause zu ihrem Mann zurückzukehren. Jedoch verließ sie ihn bald wieder, um mit Dodd zu leben. Sie arbeitete 1779 erfolgreich mit Tate Wilkinson, dem Leiter mehrerer Theater, welche unter dem Namen Yorkshire Circuit zusammengefasst wurden. Auch zu dieser Zeit sorgte sie für einen Skandal, als bekannt wurde, dass sie mit dem Harlekin John Banks in Schottland und 1782 mit dem Schauspieler John (oder James) Brown Williamson († 1802) zusammen lebte.
Nachdem 1784 ihr Mann verstarb, ehelichte sie vier Jahre später, am 22. Juli 1788, Captain Ebenezer Barresford.
Ab 1791 begann sie verstärkt Alkohol zu konsumieren („drinking heavily“). Vermutlich war auch eine Alkoholisierung im Spiel, als sich ihre Kutsche 1785 auf der North Bridge Edinburghs überschlug. Aufgrund der daraus resultierenden Schmerzen konnte sie ihren Auftritt am folgenden Abend nicht wahrnehmen. Sie wurde als „alt, kränklich und mit einem sehr roten Gesicht“ beschrieben. Sie starb im Alter von 44 Jahren am 19. September 1792 in „desolaten finanziellen Verhältnissen“ in der schottischen Stadt Dumfries, wo sie auf dem Kirchfriedhof der St Michael’s Church beerdigt wurde – „nicht weit von der Stelle, an der Burns liegt“.

## Karriere
Mary Bulkley war zwischen 1761 und 1780 (oder 1781) Mitglied des Theaterensembles des Royal Opera House am Covent Garden, hatte jedoch 1758 im Alter von 10 Jahren dort ihr Debüt als Tänzerin. Dies verfolgte sie bis 1765, als sie erstmals im Alter von 18 Jahren als Komödienschauspielerin auf die Bühne trat. 1769 war sie an einer Pferdeshow beteiligt, welche u. a. auf der Rennbahn Curragh, nahe Kildare in Irland stattfand. Sie assistierte einem Mr. Hyam der, „während er aufrecht auf zwei galoppierenden Pferden stand, ein Glas Wein trinken konnte“.

## Auftritte (Auswahl)

### Royal Opera House (Covent Garden)
- 1765, als Miranda in The Busie Body, (von Susanna Centlivre, 1709)
- 1768, als Miss Richland in The Good-Natur'd Man, (von Oliver Goldsmith, Premiere)
- 1773 als Constantia Hardcastle in She Stoops to Conquer (von Oliver Goldsmith, Premiere)
- 1775 als Julia Melville in The Rivals (von Richard Brinsley Sheridan, Premiere).[2]

Sie spielte auch in allen Shakespeare-Komödien. Allerdings waren diese dem Geschmack und Sprache jener Zeit angepasst. Sie spielte auch die Tragische Heldin Cordelia in King Lear und die Portia in Der Kaufmann von Venedig.

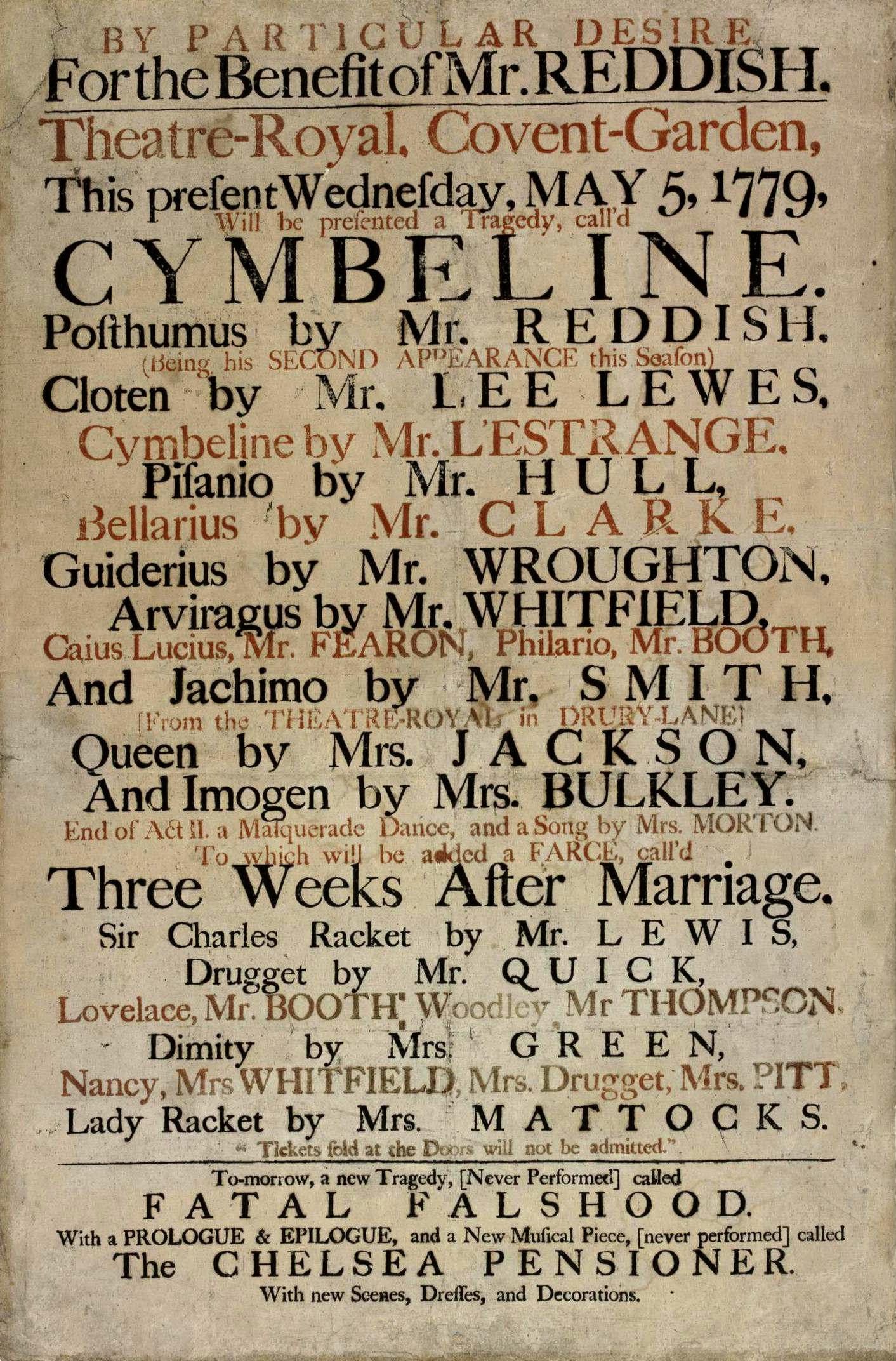
Theateraushang von 1779 (Covent Garden)

Die Premiere des Stücks She Stoops to Conquer wurde mit „great applause“ bedacht; es sei „die erste neue Komödie im Theater seit Jahren“. Mary Bulkley spielte die charakterlich fragwürdige und exzentrische Constantia Hardcastle und brachte auch den Epilog dar. Allerdings wurde das Lied The Humours of Ballamagairy weggelassen, da Bulkley ja nicht singen konnte. Während der Proben zur Premiere war auch der Autor Oliver Goldsmith zugegen, ebenso wie der Kritiker und Dichter Samuel Johnson, sowie der Maler Joshua Reynolds. Es gab auf der Bühne eine Auseinandersetzung zwischen Bulkley und Ann Catley, wer denn nun den Epilog vortragen dürfe. Goldsmith regte an dieses Nachwort umzuschreiben, sodass beide ihn vortragen konnten. Der Leiter des Theaters George Colman entschied jedoch, dass Bulkley den Epilog vortragen solle.

### Auftritte mit Dodd in Dublin und Shrewsbury

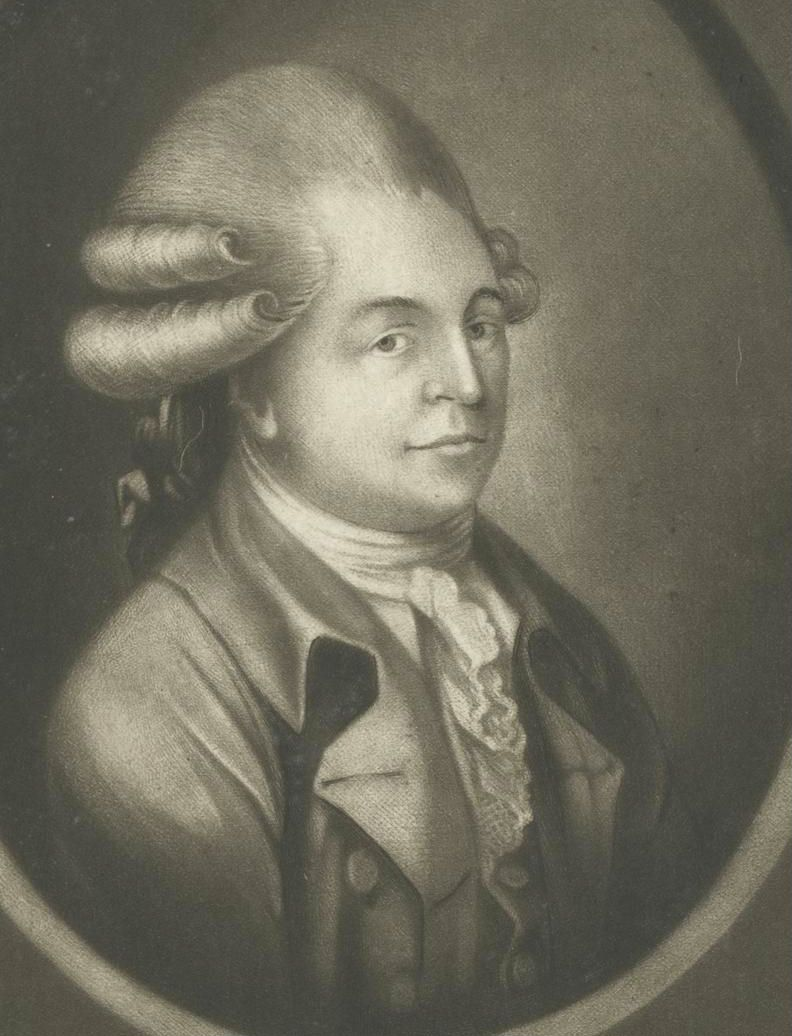
James William Dodd (1779)

Am 29. Mai 1774 traf Mary mit ihrem Liebhaber Dodd in Dublin ein. Ihr erstes Engagement war die Beatrice in Viel Lärm um nichts am Theatre Royal. In der irischen Zeitung Sanders's News-Letter wurde das Stück als „Revival“ angekündigt. Als das Shakespeare-Stück einmal bewusst kurz gehalten wurde, wurde eine Farce angehängt mit Namen Miss in her Teens, bei welcher ebenfalls Bulkley mitwirkte. Einige Tage später spielten beide, Bulkley und Dodd, in The Clandestine Marriage (von George Colman und David Garrick, 1766) und der Farce The Citizen (von Arthur Murphy, 1761). 1775 und 1776 sah man sie in verschiedenen Aufführungen am Shrewsbury Theatre. 1775 in Jane Shore (von Nicholas Rowe, 1714), The English Tars in India (Verf. unbek. ) The Country Girl (von David Garrick, 1766) und The Life and Death of Julius Caesar (von William Shakespeare, 1599). Eine 1775 erschienene Kritik im Shrewsbury Chronicle beschreibt die Performance als grundlegend gut angenommen und dass Mr. Dodd und Mrs. Bulkley im Stück, wie auch der Farce, wie stets sehr zufriedenstellende und exzellente Fähigkeiten als Komödianten zeigten, was zu allgemeiner Befriedigung führte." 1776 spielten sie in Richard III. (von William Shakespeare, 1592) und in einer Farce names „Bon Ton or High Life Above Stairs“ (Komödie von David Garrick, 1775).

### Wieder am Covent Garden
Zwischen 1776 und 1778 erschienen Bilder von Mary Buckley in British Theatre, einer Publikation von John Bell. Jedoch auf der anderen Seite wurde sie in der Spielzeit 1779–1780 einmal vom Publikum ausgezischt, als öffentlich bekannt wurde, dass sie mit dem Sohn ihren langjährigen Liebhabers ins Bett gegangen sein soll. Sie unterbrach daraufhin den Kaufmann von Venedig, bei dem sie die Rolle der Portia verkörperte, um dem Publikum zu antworten: 'Als Schauspielerin habe sie immer ihr Bestes getan, um der Öffentlichkeit zu gefallen. Und bezüglich ihres Privatlebens bat sie entschuldigt zu werden' („As an actress she had always done her best to oblige the Public; and as to her private character, she begged to be excused“). Ihr Stern begann danach jedoch zu sinken und sie trat am Covent Garden nun seltener auf.
Während der Spielzeit 1783–1784 wurde sie abermals wegen ihrer Eskapaden auf der Bühne ausgezischt. Nichtsdestotrotz ermöglichte ihre Attraktivität und ihr Talent das Missfallen der Moralisten auszugleichen und erhielt ebenso „Lobesgedichte“ („poems of praise“).

### Auftritte mit John Banks in Edinburgh
Es war vermutlich um 1781, als sie in Edinburgh mit John Banks eintraf. Als Williamson im selben Jahr nach Edinburgh kam, erregte er ihre Aufmerksamkeit. Banks forderte daraufhin Williamson heraus und schlug ihn im Umkleideraum nieder, was aber die Zuneigung Bulkleys zu Willamson nicht minderte.

### Gemeinsame Auftritte mit Williamson in Edinburgh
Das Oxford Dictionary of National Biography schreibt, dass das „öffentliche Missfallen Mary Bulkley bis Schottland folgte“, aber das schien sie nicht zu entmutigen. Bei ihrer Ankunft im Januar 1782 entspann sich ein Disput mit dem Schauspielleiter des Theatre Royal in Edinburgh, Jackson, welche Rolle sie spielen solle. Sie schrieb einen langen offenen Brief an den Caledonian Mercury (schottische Tageszeitung zwischen 1720 und 1867), worin sie öffentliche Unterstützung erbat. Jackson reagierte einen Monat darauf mit einer langen, detaillierten Erwiderung, versehen mit einem aktuellen Theaterplakat, in welchem der Name Bulkleys nicht mehr aufgeführt wurde, ergänzt durch die Anmerkung, dass er keine weitere Notiz mehr von ihren Briefen nehmen wolle. Dies endete Ende April in einem wüsten Austausch weiterer offener Briefe, diesmal zwischen Bulkleys Liebhaber Williamson und Jackson. Dabei ging es um Zahlungen und Vertrauen („credit“), dabei gab Williamson Mary Bulkley als seine Ehefrau aus.
Noch im gleichen Jahr konnte Bulkley tatsächlich doch noch zusammen mit Williamson am Royal Theatre spielen.
- Wonder, a Woman Keeps a Secret (Komödie von Susanna Centlivre, 1714)
- Three Weeks After Marriage (Farce von Arthur Murphy, 1764).[40]
- The Constant CoupleA Constant Couple, or A Trip to the Jubilee (George Farquhar, 1699)
- The Rivals (von Richard Brinsley Sheridan, 1775)
- The Maid of the Oaks (von John Burgoyne, 1774)
- An Englishman in Paris (von Samuel Foote, 1753) mit einem Menuett des Paares.[41][42][43]
- Am 23. März 1784 spielte sie sehr erfolgreich die Rolle des Hamlet.[2]

Im April 1785, spielte sie noch immer in Edinburgh, jedoch ohne Williamson.
- The Clandestine Marriage (von George Colman und David Garrick, 1766)
- The Jealous Wife (von George Colman der Ältere, 1761)
- A Trip to Scarborough (von Richard Brinsley Sheridan, 1777)
- The Critic (von Richard Brinsley Sheridan, 1779)
- Belles Have At Ye All, ein Epilog von Thomas Covey.[45]
- Rule a Wife and Have a Wife, (von John Fletcher, 1624)
- Deuce Is In Him. (Farce von George Colman der Ältere, 1764)
- Wonder, a Woman Keeps a Secret (Komödie von Susanna Centlivre, 1714)
- The Sultan or A Peep into the Seraglio (von Isaac Bickerstaffe, 1775)[46]
- Hamlet (William Shakespeare, 1602)
- Rule a Wife and Have a Wife, (von John Fletcher, 1624)
- School For Scandal (von Richard Brinsley Sheridan, 1777)
- A Trip to Scarborough (von Richard Brinsley Sheridan, 1777)
- Three Weeks After Marriage (Farce von Arthur Murphy, 1764)
- Belles Have At Ye All, ein Epilog von Thomas Covey
- Deuce Is In Him. (Farce von George Colman der Ältere, 1764)[43][47][48]

Ab 1788 wieder mit Williamson:
- Viel Lärm um nichts (William Shakespeare, 1599)
- The Sultan or A Peep into the Seraglio (von Isaac Bickerstaffe, 1775)
- Provok'd Husband (von John Vanbrugh und Colley Cibber, 1728)
- Tender Husband (von Richard Steele, 1705)
- The Wonder: A Woman Keeps a Secret (Komödie von Susanna Centlivre, 1714)
- Belles Have At Ye All, ein Epilog von Thomas Covey
- The Maid of the Oaks (von John Burgoyne, 1774)
- Die Schule der Frauen (von Molière, 1662)
- Young Quaker (von John O’Keeffe, 1784)
- Deuce Is In Him. (Farce von George Colman der Ältere, 1764)
- Jamie's Return, ein Tanz, zusammen mit einem Menuett von Williamson und Bulkley.[43][49][50][51]

### Auftritte unter dem Namen Mrs. Barresford
In dieser Zeit wurde Williamson in Edinburgh oft auf den Plakaten zusammen mit Bulkley genannt. Nach ihrer erneuten Heirat erschien sie zwischen 1789 und 1791 jedoch bald als Mrs. Barresford. Sie näherte sich ihrem Lebensende und war vermutlich bereits schon erkrankt, arbeitete aber offenbar regelmäßig und erhielt auch stets Belobigungen des Intendanten Jackson.

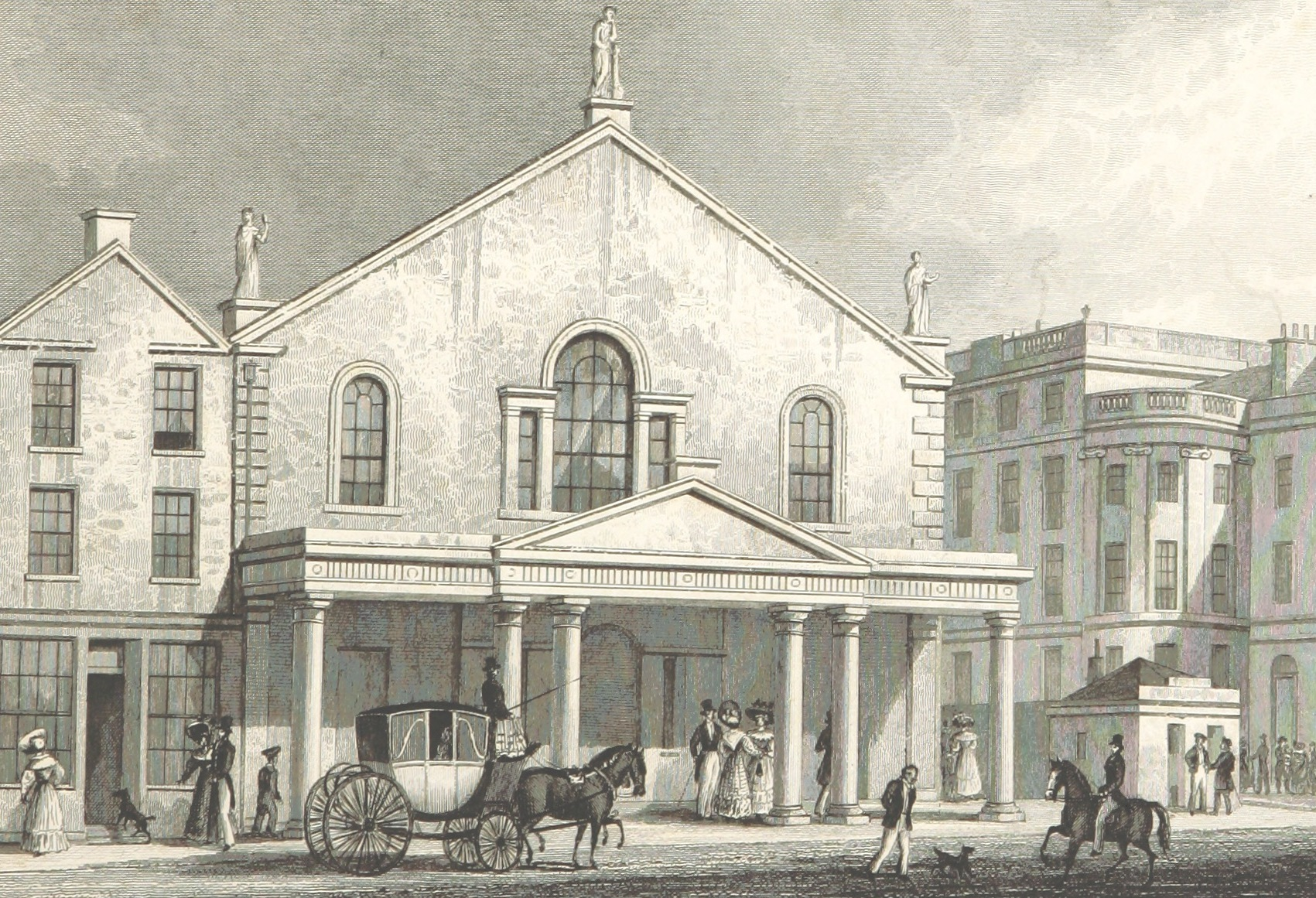
Theatre Royal, Edinburgh

- 1789 The Clandestine Marriage (von George Colman und David Garrick, 1766)
- 1789 The Citizen.[53]
- The English Merchant (von by George Colman, der Ältere, 1767)
- The Pannel (von John Philip Kemble, 1788)
- The Heiress (von John Burgoyne, 1786)[54]
- All in the Wrong (von Arthur Murphy, 1761)
- The English Merchant (von George Colman, der Ältere, 1767)
- The Beaux' Stratagem (von George Farquhar, 1707)
- The Critic (von Richard Brinsley Sheridan, 1779)
- The Pannel[55][56]

1790 spielte sie die Hippolyta in The Tempest,
- die Fatima in Cymon (Oper von Michael Arne, Libretto von David Garrick, 1767)
- Lady Gayville in The Heirness (von John Burgoyne, 1786)
- die Lady Lardoon in der Farce The Maid of the Oaks, welche auch das Menuett von Williamson und Barresford beinhaltete
- The Brothers (von Richard Cumberland, 1784)[57]
- Three Weeks After Marriage (Farce von Arthur Murphy, 1764)
- und sie sprach den Epilog zu Vimonda (von Andrew Macdonald).[58][59][60]

1791 trat sie erstmals als Lady Macbeth auf. Am Ende des Stücks tanzte sie ihr bekanntes Menuett mit Mr. Aldridge.
- Noch am selben Abend mimte sie eine feine Dame in der Farce Lethe, oder Aesop in the Shade (von David Garrick, 1740).[61]
- I'll Tell You What (von Elizabeth Inchbald, 1785)
- Der Geizige (von Molière, 1668)[62]
- Hamlet (von William Shakespeare, 1602), als Queen
- Three Weeks After Marriage (Farce von Arthur Murphy, 1764)
- The Fashionable Lover (von Richard Cumberland), mit ihrem bekannten Menuett
- Tit For Tat or, Comedy and Tragedy at War (von Charlotte Charke, 1742)[63][64]

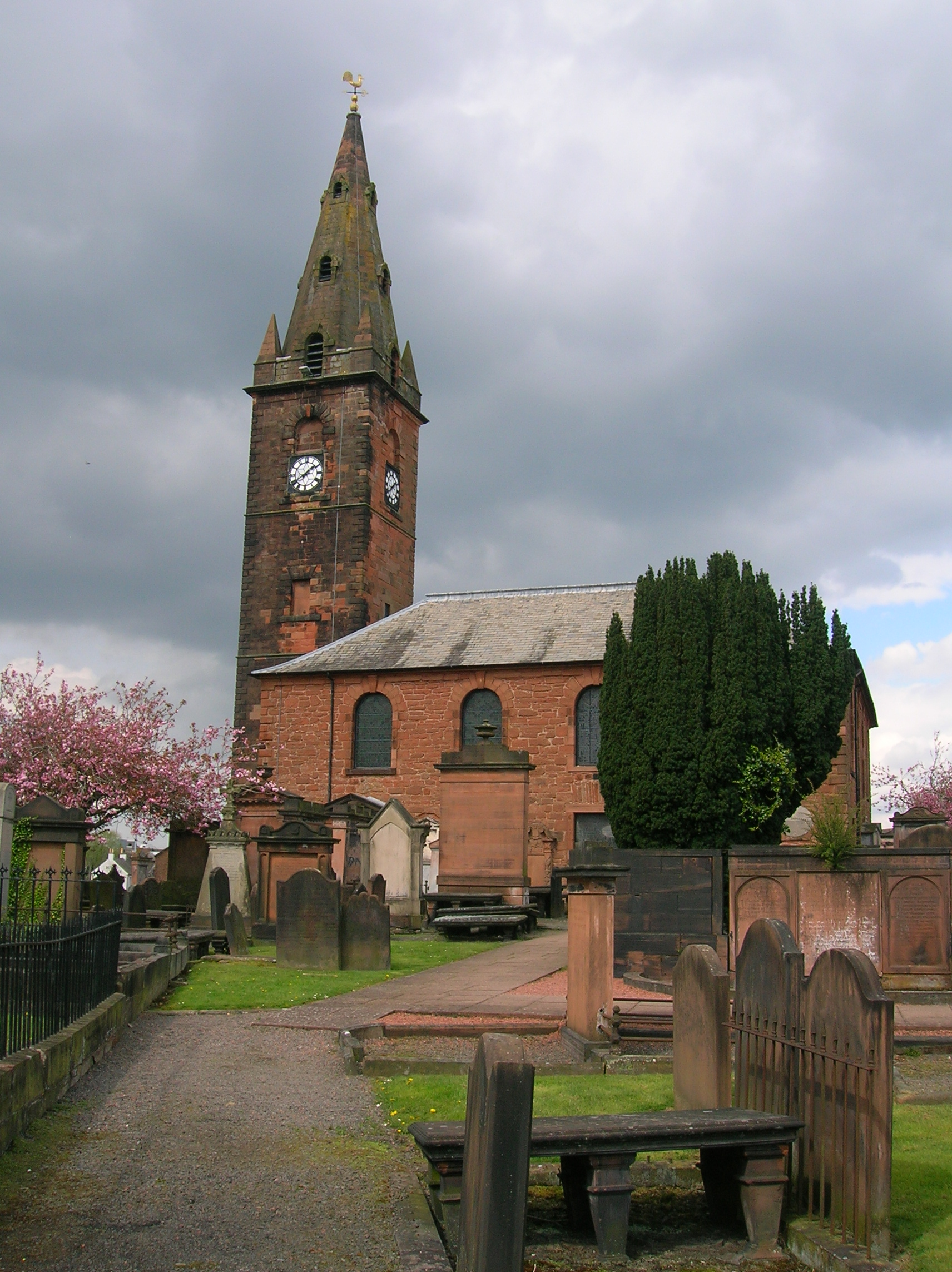
St Michael’s in Dumfries, wo sich das Grab Bulkleys befindet

### Letzte Auftritte 1780–1792
Während ihrer Zeit am Edinburgher Schauspiel wurde sie für die Sommerspielzeiten am Theatre Royal Haymarket engagiert. Es gelang ihr 1782 und im Winter 1783–1784 sogar kurzzeitig am Theatre Royal Drury Lane aufzutreten. Am Royal Opera House trat sie noch einmal 1789–1790 auf. 1784 arbeitete sie mit reisenden Schauspielern in Shrewsbury. John Jackson, Manger der Theatre Royal von Edinburgh und Glasgow, gab der verarmten Schauspielerin ein rettendes Anschlussengagement. Sie arbeitete im Ensemble des Theatre Royal bis 1791, in der Zeit als Williamson dort auch stellvertretender Direktor wurde. Sie wurde zwar noch für die Spielzeit 1792 verpflichtet, aber es ist nicht überliefert, ob sie auch in jenem Jahr auftrat. Nach ihrem Tod trat Williamson in Kontinentaleuropa und in den USA auf, wenngleich mit wenig Erfolg.